# كفر يوسف سمري
قرية كفر يوسف سمرى هي إحدى القرى التابعة لمركز منيا القمح في محافظة الشرقية في جمهورية مصر العربية. حسب إحصاءات سنة 2006، بلغ إجمالي السكان في كفر يوسف سمرى 747 نسمة، منهم 378 رجل و369 امرأة.